# Màscara funerària lambayeque

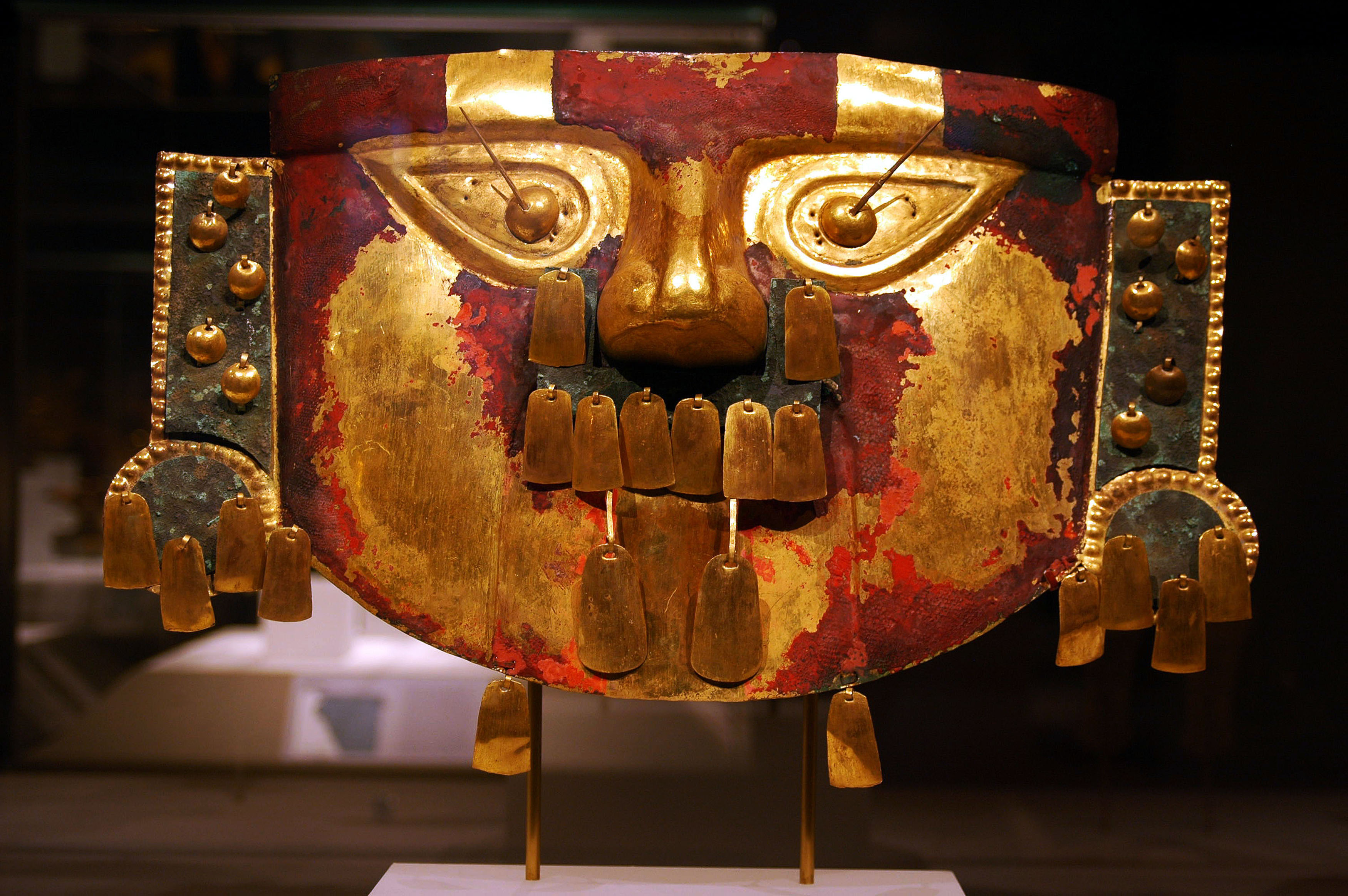
Màscara funerària lambayeque, trobada en un context funerari del lloc arqueològic de Batán Grande

La màscara funerària lambayeque és una careta característica de l'art lambayeque o sicán, cultura precolombina que va existir al nord del Perú, entre els segles VIII al XV.

## Descripció
Aquesta màscara funerària ha estat elaborada amb una làmina d'or martellada i retallada amb decoració gravada. Retrata un rostre antropomorf estilitzat, amb grans ulls ametlats, dels quals pengen grans de resina de garrofera, quars o maragdes, enfilats en tubets o filferros. El nas i la boca són menuts; duu serrells nasals i orelleres circulars. Està pintada amb cinabri (sulfur de mercuri), que li dona una tonalitat rogenca.

## Interpretació
S'han trobat en les tombes de personatges que havien tingut una posició elevada en la societat lambayeque, com és el cas de l'anomenat Senyor de Sicán, descoberta al 1991.
Aquesta mena de màscara mortuòria cridà molt l'atenció a l'arqueòleg Izumi Shimada, que es va dedicar al seu estudi. Sembla que és la representació de la mateixa divinitat que es troba caracteritzada profusament en l'art lambayeque. Aquest déu, amb atributs d'ocell i d'animals marins, deu ser el mític Naylamp, Naymlap o Ñanlap, esmentat en la crònica de Miguel Cabello Valboa (1586) i en la de Modest Ruviños y Andrade (1782), que prové de la mar i funda el Regne lambayeque.
Per a Kauffmann es tractaria d'una divinitat antropomorfa amb ulls ornitomorfs (d'ocell), i els grans que en brollen serien un simbolisme de l'aigua (Déu Andí de l'aigua). Altres investigadors com ara l'arqueòleg Wilo Vargas proposa que aquestes màscares  serien la representació estilitzada del “cranc fantasma” (Ocypode gaudichaudii), conegut també com a “cranc carreter”, un crustaci  estaria associat amb la mort per ser carronyer i, segons aquesta hipòtesi, la seua funció màgica s'activaria en col·locar aquesta màscara al mort, que adquiriria les facultats del crustaci, i això li permetria moure's en la foscor sense problema, i podria entrar protegit a l'Uku pacha o inframon, que aparentment també seria el seu ambient natural. (https://sites.google.com/site/arqueologostrujillo/la-mascara-del-cangrejo-fantasma.)

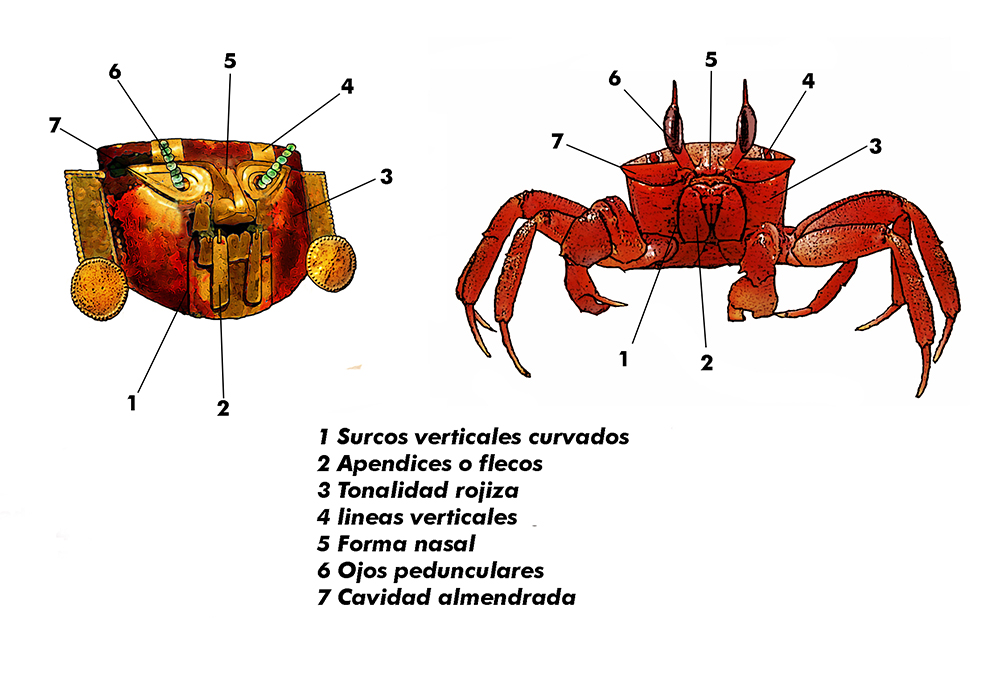
Gràfic comparatiu d'un crustaci i la màscara lambayeque